# Simaba ferruginea
Simaba ferruginea är en bittervedsväxtart som beskrevs av A. St.-hil.. Simaba ferruginea ingår i släktet Simaba och familjen bittervedsväxter. Inga underarter finns listade i Catalogue of Life.